# Harold Best
Harold Best, född 18 december 1937 i Leeds, West Yorkshire, död 24 augusti 2020, var en brittisk politiker inom Labourpartiet. Han representerade valkretsen Leeds North West i underhuset från valet 1997 till valet 2005, då han drog sig tillbaka. Han var fackföreningsman.